# دریا نیکولایانویا سالتیکووا
دریا نیکولایونا سالتکووا(تولد:۲۲ مارس ۱۷۳۰ مرگ: ۹ دسامبر ۱۸۰۱) وی یک کنتس روسی بود که به عنوان آدم‌کشی زنجیره‌ای نیز شناخته می‌شود، و از سال ۱۷۵۵ تا ۱۷۶۲ متهم به قتل بیش از صدها زن جوان بود و بخاطر شکنجه‌ها و جنایات وحشیانه اش همتراز با الیزابت باتوری کنتس خون مجارستان مقایسه می‌شود.
دریا زمانی که همسرش را از دست داد دچار یک بیماری روانی شد که به هیچ‌کس اعتماد نداشت و زمانی که یکی از خدمتکارانش یکی از هدیه‌هایی که همسرش به او داده بود را دزدید،پس از اینکه از قضیه باخبر شد،طبق گفته‌ها به‌طور بسیار وحشیانه آن دختر را شکنجه و مجبور کرد که گوشت تن خود را بکند، سرخ کند و بخورد.
از آن روز به بعد وی برای سرگرمی و لذت بردن از فریادهای قربانیان خود،شروع به شکنجه و قتل دختران باکره کرد.او پس از شکنجه و سرانجام قتل آنها از گوشت‌شان می‌خورد و حتی برخی دختران را مجبور می‌کرد که او را در خوردن هم‌نوع‌شان همراهی کنند.
وی برای شکنجه،آنان را وادار می‌کرد روی زغال‌ گداخته قدم بگذارند و یا زیر ناخن‌هایشان سوزن فرومی‌کرد؛در آخر یکی از خدمت‌گذارانش به کلیسایی در مسکو خبر داد که کنتس دریا نیکولایونا،در قصرش دختران را شکنجه می‌کند و بعد از این ماجرا مأموران این موضوع را مورد بررسی قرار داده و پس از یافتن شواهد و مدارک فیزیکی و قتل‌های وحشیانه و پیدا شدن اجساد قربانیان،دریا نیکولایونا در تاریخ ۱۷ مه ۱۷۶۲ دستگیر و به حبس ابد محکوم شد.